# Place du Martroi (Orléans)
Pour les articles homonymes, voir place du Martroi.
La place du Martroi est la principale place du centre-ville d'Orléans située dans le département du Loiret en région Centre-Val de Loire.
Sur la place se dresse la statue équestre de Jeanne d'Arc.

## Situation et accès
Le premier tramway d'Orléans traverse la place à la fin du XIXe siècle (approximativement pendant toute l'étendue de la IIIe République).

## Origine du nom
Le Martroy vient du latin Martyrium et désigne la place sur laquelle on exécutait les condamnés. On ne sait pas si le nom fait référence aux nombreuses exécutions qui ont eu lieu ou à l'ancien cimetière de l'époque gallo-romaine.

## Historique

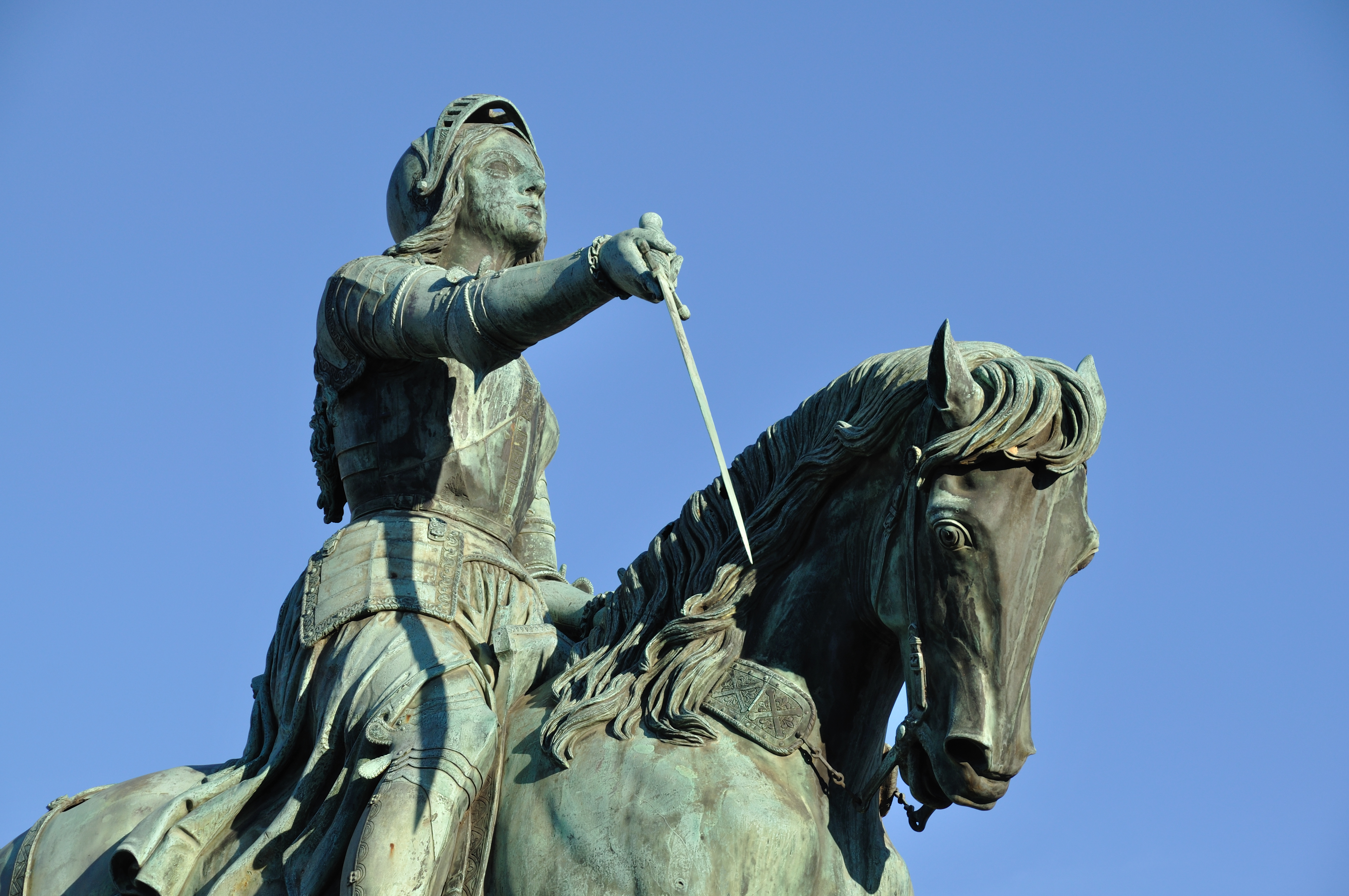
Statue équestre de Jeanne d'Arc.

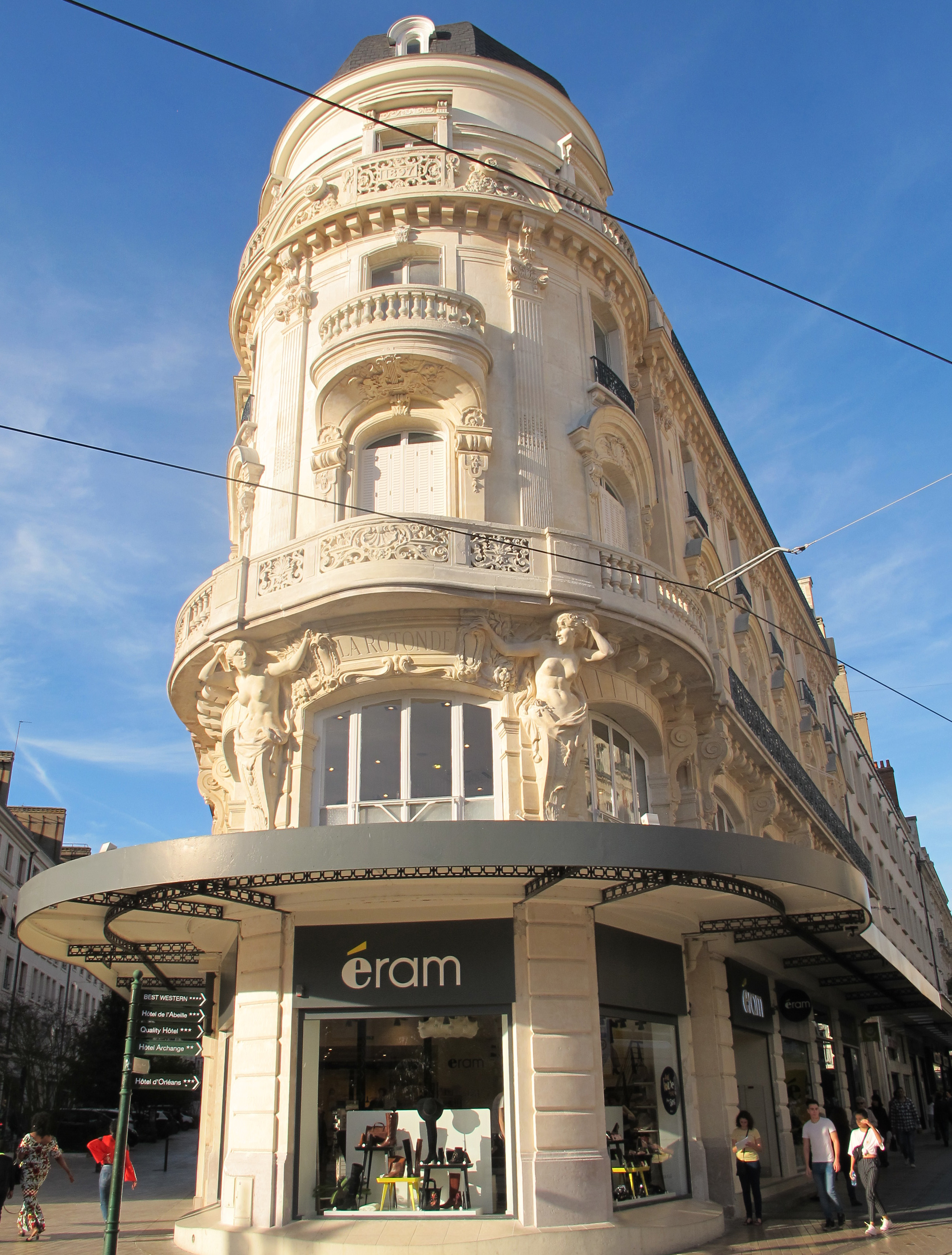
Immeuble La Rotonde, place du Martroi.

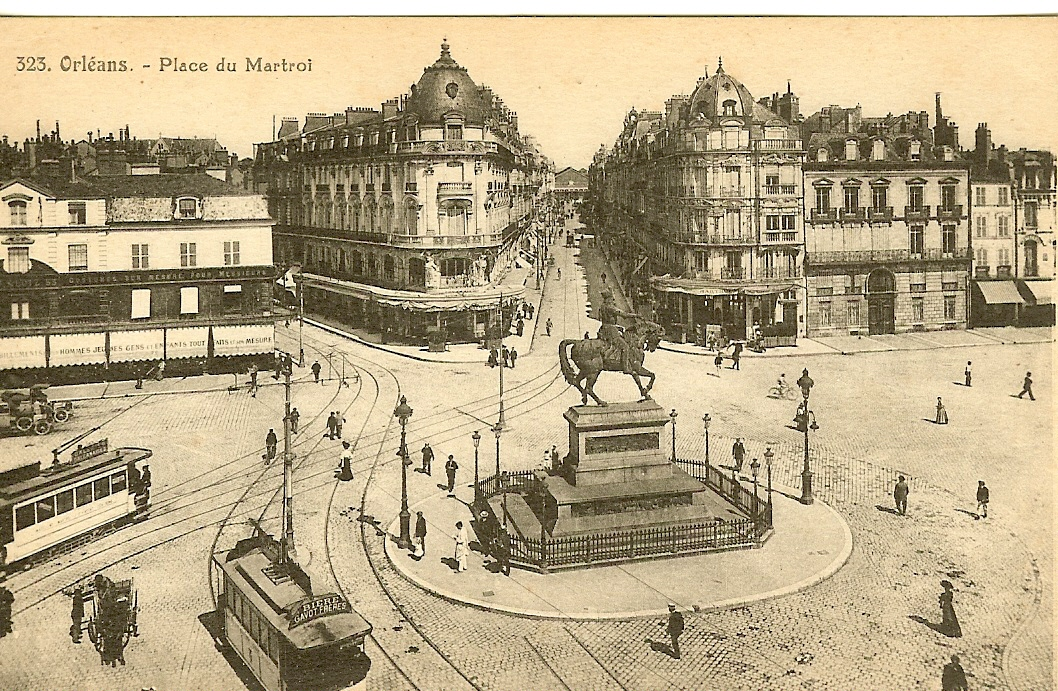
La place du Martroi sur une carte postale ancienne.

Le vieux Martroi Saint-Sulpice, du nom de l'ancienne église toute proche (aujourd'hui disparue), se trouvait en dehors (en bordure) de la première enceinte gallo-romaine d'Orléans, entre les rues Sainte-Catherine et Charles-Sanglier. La place du Martroi est incorporée à la cité lors de la construction de la seconde enceinte. Il reste quelques vestiges visibles de cette époque dans le parking situé sous la place. Cet ancien cimetière servait de marché au blé de la région naturelle de la Beauce et fut dénommé Le Martroi au Blé.
En 1517, trop à l'étroit, il fut transféré à l'endroit actuel.
Au XVIIIe siècle, la place prend de l'envergure avec un aménagement sur les plans de Galley, inspecteur des bâtiments du Roi à Orléans. Le premier édifice de ce projet est la Maison de la Chancellerie.
En 1863, un pendant est ajouté à la Chancellerie : la Bourse du commerce (qui deviendra par la suite la Chambre de commerce et d'industrie).
Les rotondes sont construites à la fin du XIXe siècle.
Pendant la Seconde Guerre mondiale, en juin 1940, les immeubles situés à l'ouest (entre la rue Bannier et la rue Royale) sont anéantis ou gravement endommagés par des bombardements. Une reconstruction est entreprise dans les années 1950 par l'architecte Jean-Baptiste Hourlier avec des façades ordonnancées. Elle ne tient pas compte de l'architecture des immeubles détruits.
La place est devenue semi-piétonne dans les années 1980. Dans un même temps, des fouilles archéologiques ont été réalisées lors de la construction d'un parking souterrain.
Depuis 2000, la place est traversée par la ligne A du tramway d'Orléans.
D'importants travaux de rénovation sont entrepris en 2012 et 2013, la rendant entièrement quasiment piétonne. La place rénovée est inaugurée le 23 novembre 2013. Ces rénovations ont permis de mieux connaître l'histoire de cette place avec des fouilles archéologiques montrant qu'elle est un lieu de passage depuis l'époque gauloise.

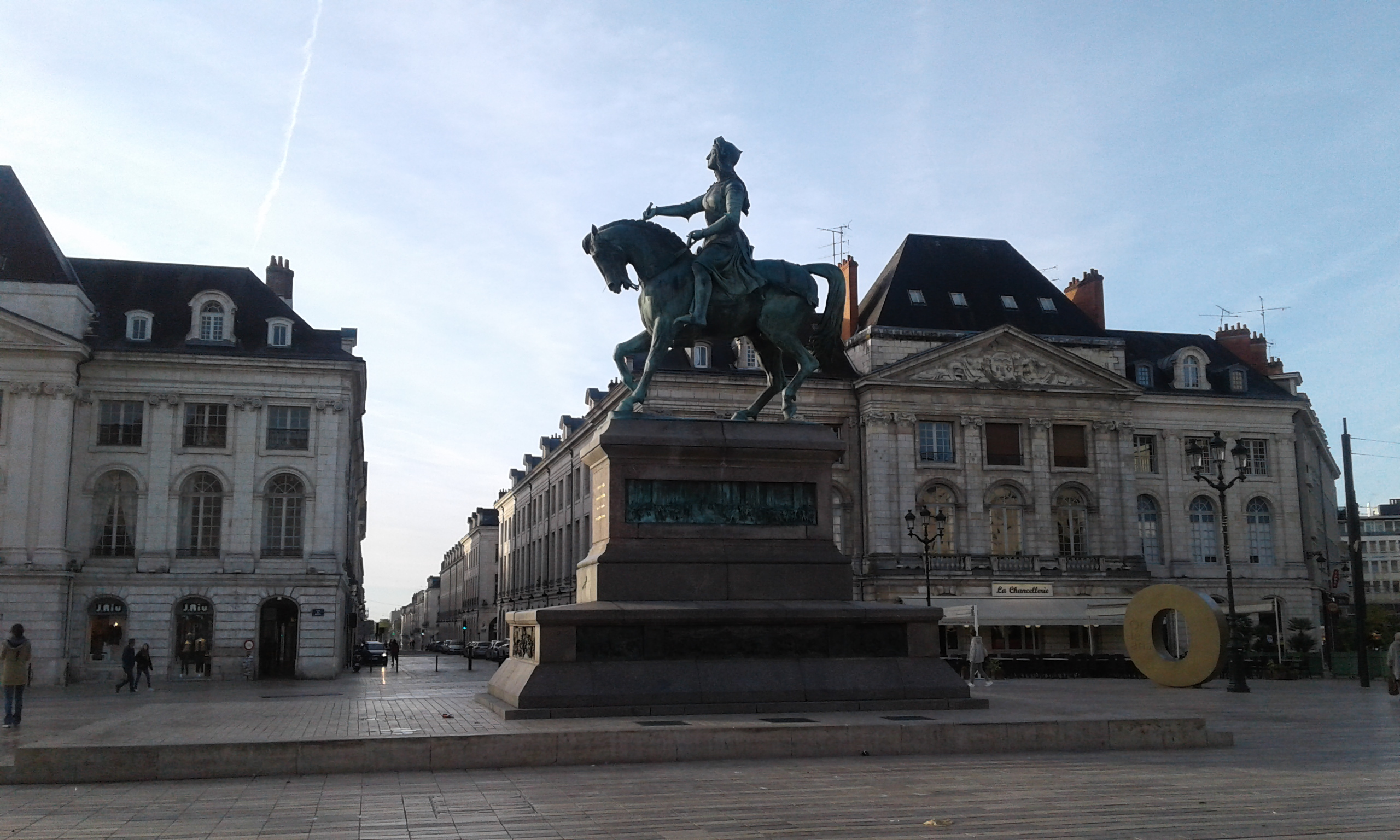
Place du Martroi, vue du nord.

## Bâtiments remarquables et lieux de mémoire
- Maison de la Chancellerie
- Statue équestre de Jeanne d'Arc (place du Martroi, Orléans)